# Подводные лодки типа «Сутьеска»
Тип «Су́теска» (серб. Сутјеска, хорв. Sutjeska) — серия югославских подводных лодок 1950-х годов. Первый тип подводных лодок, спроектированный и построенный в Югославии. В 1957—1962 годах на верфях предприятия «Ульяник» в Пуле было построено две подводные лодки этого типа, получивших названия в честь рек Югославии. По своим характеристикам и конструктивным особенностям эти лодки оставались на уровне Второй мировой войны, но оставались на вооружении ВМС СФРЮ на протяжении 1960-х — 1970-х годов, пройдя ряд модернизаций, в том числе установку гидролокаторов советского производства. В 1980 году обе лодки были выведены из состава флота и переведены в разряд учебно-тренировочных судов, прежде чем быть окончательно списанными в 1987 году.

## Представители
| Название                     | Номер | Закладка | Спуск на воду    | Вступление в строй | Судьба                                            |
| ---------------------------- | ----- | -------- | ---------------- | ------------------ | ------------------------------------------------- |
| Неретва Неретва / Neretva    | P 811 | 1957     | 1959             | 1962               | учебно-тренировочное судно с 1980, списана в 1987 |
| Сутьеска Сутјеска / Sutjeska | P 812 | 1957     | 28 сентября 1958 | 16 сентября 1960   | учебно-тренировочное судно с 1980, списана в 1987 |